# Erik Bruhn
Erik Bruhn, född 3 oktober 1928 i Köpenhamn, död 1 april 1986 i Toronto, var en dansk balettdansare. Han var balettmästare för Kungliga Baletten på Kungliga Operan i Stockholm från 1967 till 1971.

## Priser och utmärkelser
- 1963 – Riddare av Dannebrogorden
- 1970 – Carina Ari-medaljen
- 1980 – Litteris et Artibus